# Treno a las víctimas de Hiroshima
Treno a las víctimas de Hiroshima (polaco: Tren ofiarom Hiroszimy) es una composición musical para 52 instrumentos de cuerda frotada, compuesta en 1960 por Krzysztof Penderecki (1933), que obtuvo el tercer premio en la Competición de Composición Grzegorz Fitelberg en Katowice en 1960. La obra despertó un enorme interés por todo el mundo e hizo a su joven compositor famoso.[cita requerida]
Originalmente la obra se tituló 8'37" (ocasionalmente también 8'26"). Aplica la técnica sonorística y el rigor contrapuntístico a un conjunto de instrumentos de cuerda tratado en forma poco convencional en términos de la producción del sonido. "Mientras leía la partitura", escribe Tadeusz Zielinski en 1961, "uno puede admirar la inventiva y la ingeniosidad de Penderecki. Con todo, uno no puede evaluar correctamente el Treno hasta que se escucha, porque solamente después descubrimos el asombroso hecho: todos estos efectos han resultado servir como pretexto para concebir una obra de arte profunda y dramática!". De hecho, la obra tiende a dejar una impresión solemne y catastrófica, ganando su clasificación como treno. El 12 de octubre de 1964, Penderecki escribió: "Dejé en el treno expresada mi firme creencia que el sacrificio de Hiroshima nunca será olvidado y abandonado."
La no ortodoxia de la obra, que usa en su mayoría la notación gráfica, manda a los músicos a que toquen en varios momentos en puntos vagos de su registro o a concentrarse en ciertos efectos texturales. Penderecki intentó aumentar los efectos del cromatismo tradicional usando la "hipertonalidad" - componer en cuartos de tono - para lograr disonancias más prominentes que las obtenidas con la tonalidad tradicional. Otro aspecto inusual del treno es el uso expresivo de Penderecki del serialismo integral. La pieza crea un "canon invisible", una textura musical total que es más importante que las notas individuales, haciéndole un ejemplo importante de la composición de masa de sonido. En su totalidad, el treno constituye una de las elaboraciones más extensas sobre clústers.

## Aparición en los medios
El grupo de rock Manic Street Preachers samplearon una parte del Treno para la introducción de su tema de 1991 You Love Us (Tú nos amas).
La parte inicial del Treno aparece en la banda sonora de la película distópica Hijos de los hombres de Alfonso Cuarón, al inicio de la famosa secuencia larga sin cortes. También fue utilizado en varios episodios de la serie Historias para no dormir dirigida por Narciso Ibáñez Serrador.
Varias partes de la composición fueron sampleadas por el dj francés SebastiAn, algunas de estas para el track Bird Games de su álbum Total, y otros tres fragmentos para su sencillo Threnody